# 幻想主義 (哲学)
幻想主義（げんそうしゅぎ、英: Illusionism）とは、ハイファ大学のソール・スミランスキー（英: Saul Smilansky）教授が最初に提唱した、自由意志に関する形而上学的理論である。
なお、錯誤主義（英: Illusionism）は消去主義に関する理論であり、幻想主義とは異なる主題に関する。

## 定義
ここで論じられている幻想主義は、人々は自由意志について幻想的な信念を持っているとするものである。さらに、その幻想は個人にとっても社会にとっても有益であるため、人々がこのような信念を捨て去らないことが重要であり、道徳的にも正しいとする。スミランスキーは、ハードな非両立主義（英語: hard incompatibilism）を信じることは、個人の達成に対する自己価値の根拠を取り除くことになると主張する。それは「自分自身に対する見方、達成感、価値観、自尊心に極めて大きなダメージを与える」のである。
スミランスキーによれば、両立論もハードな決定論もすべてを尽くすものではなく、両立論のある部分が有効であり、ハードな決定論のある部分が有効であるという究極的な視点が存在する。しかし、スミランスキーは、彼がハードな決定論と両立論（英語: Compatibilism）との間の基礎的な二元論と呼ぶものの性質は、究極的な形ではどちらの信念も有害な結論をもたらすという点で、道徳的に望ましくないものであると主張する。両立論において重要である選択と運の区別は、ハードな決定論によって完全に損なわれている。しかし逆に、ハードな決定論は、正義と尊敬という道徳的に重要な概念を損ない、それらを「浅薄な」概念としてしか残さない。

## 批判的な応答
スミランスキーの理論は急進的なものであり、他の哲学者もこれに反対している。例えば、コーネル大学のダーク・ペレブーム（英語: Derk Pereboom (philosopher)）（英: Derk Pereboom）教授は、ハード非両立主義が必ずしも自己価値を排除するものではないと否定する。生まれつきの美しさ、生まれつきの身体能力、知性といった価値の側面は、自発的なものではないからだ。ジェームズ・レンマン（英語: James Lenman）（英: James Lenman）も同様の論調で、問題に関するスミランスキーの表現は誇張されすぎていると主張する。彼が提示した問題は、根本的には形而上学的に属するものではなく、単純に実践的なものである。